# Spartopteryx serrularia
Spartopteryx serrularia är en fjärilsart som beskrevs av Lederer 1855. Spartopteryx serrularia ingår i släktet Spartopteryx och familjen mätare. Inga underarter finns listade i Catalogue of Life.